# Huernia rubra
Huernia rubra är en oleanderväxtart som beskrevs av D.C.H. Plowes. Huernia rubra ingår i släktet Huernia och familjen oleanderväxter. Inga underarter finns listade i Catalogue of Life.